# Karabedirler, Çivril
Karabedirler là một xã thuộc huyện Çivril, tỉnh Denizli, Thổ Nhĩ Kỳ. Dân số thời điểm năm 2010 là 1.137 người.